# Eduard Konstantinowitsch Isotow
Eduard Konstantinowitsch Isotow (russisch Эдуард Константинович Изотов; * 11. November 1936 im Rajon Surasch, Weißrussische SSR; † 8. März 2003 in Moskau) war ein sowjetischer Schauspieler.

## Leben
Isotow wurde vorwiegend durch seine Rolle des Iwan im russischen Märchenklassiker Abenteuer im Zauberwald international bekannt. Er war bis in die 1980er Jahre ein gefragter Fernsehschauspieler. Durch eine Aneinanderreihung verschiedener Vorfälle musste Isotow Anfang der 1980er Jahre, nach eigenen Aussagen unschuldig, ins Gefängnis. Durch die Zeit im Gefängnis erlitt er unter anderem schwere Depressionen, die sein körperliches Befinden zunehmend beeinflussten. Dessen Folge waren drei Schlaganfälle.
Er war seit 1999 Träger des Titels Verdienter Künstler der Russischen Föderation.
Isotow starb am 8. März 2003, im Alter von 66 Jahren an den Folgen einer Operation. Er hinterließ eine Frau Inga Budkewitsch (* 1936) und die gemeinsame Tochter Weronika (* 1960). Beide sind ebenfalls Schauspielerinnen.

## Filmografie (Auswahl)
- 1959: В степной тиши (W stepnoi tischi)
- 1964: Abenteuer im Zauberwald (Morosko)
- 1968: Feuer, Wasser und Posaunen (Ogon, woda i… mednyje truby)
- 1968: Schild und Schwert (Schtschit i metsch)
- 1968: Der Tag wird kommen (Sofja Perowskaja)
- 1969: Befreiung — Teil 3: Die Hauptstoßrichtung (Oswoboschdenije)
- 1969: Эхо далёких снегов (Echo daljokich snegow)
- 1971: За рекой - граница (Sa rekoi - graniza)
- 1971: Держись за облака (Derschis sa oblaka)
- 1972: Конец Любавиных (Konez Ljubawinych)
- 1973: Человек в штатском (Tschelowek w schtatskom)
- 1973: Siebzehn Augenblicke des Frühlings (Semnadzat mgnoweni wesny)
- 1977: Mimino
- 1977: Ein Wort zur Verteidigung (Slowo dlja saschtschity)
- 1979: Vater Sergej (Otez Sergei)
- 1983: Das Geschenk des Emirs (Sluscha otetschestwu)
- 1983: Отцы и дети (Otzy i deti)
- 1984: Zeit der Wünsche (Wremja schelani)